# Столбцы
Столбцы́ (бел. Сто́ўбцы) — город в Минской области Беларуси. Административный центр Столбцовского района. Расположен на правом берегу реки Неман.
Численность населения — 17 701 человек (на 1 января 2025 года).

## Географическое положение
Расположен в 65 км к юго-западу от Минска на автомобильной дороге Минск — Барановичи.

## Этимология
Существует несколько мнений касательно происхождения топонима Столбцы (Столпцы). Согласно одному из них название поселения образовалось от столбов (столбцов, столпов) на реке Неман, с помощью которых осуществлялась работа парома. По мнению географа Вадима Жучкевича, топоним является названием-ориентиром: в давние времена столпами обозначали дороги через неприметную местность.
Существует и такая версия: Столпцы, от слова «столпы» — 'небольшие башни для монахов' — затворников или «столпников», которые могли жить при монастыре, основанном здесь в 1624 году.

## Геральдика
Герб и флаг города учреждены Указом Президента Республики Беларусь от 20 ноября 2006 года № 691 и зарегистрированы в Государственном геральдическом регистре 22 ноября 2006 года № Б-99 и № Б-100. Одобрены решением Столбцовского районного Совета депутатов от 30 января 2004 года № 38.

## История

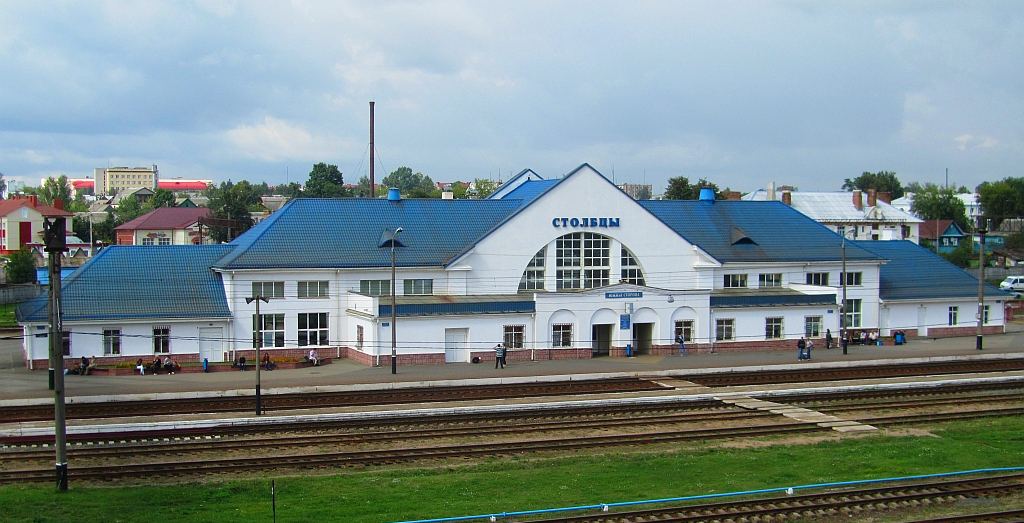
Железнодорожный вокзал Столбцы

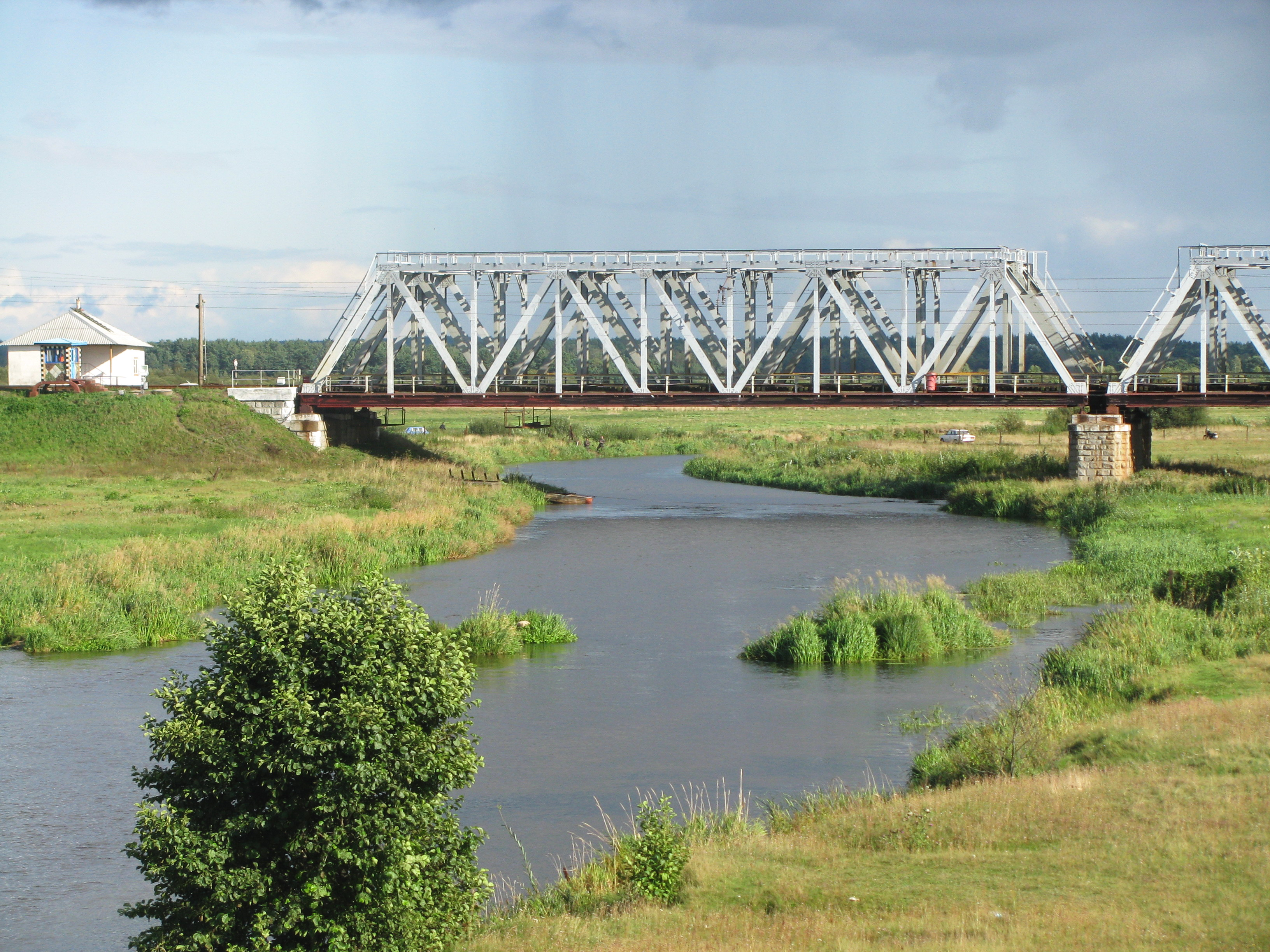
Железнодорожный мост через Неман

Местечко основала в 1593 году Гальшка Кмитянка, вдова кричевского старосты Николая Слушки. Современное название получило в первой трети XVII века.
В 1575 году современная территория города принадлежала Николаю Криштофу Радзивиллу, но в 1582 году отошла к Слушкам, которые владели ею до первой половины XVIII века. Затем до 1730-х годов Столбцы принадлежали Денгофам, а с 1730-х по 1831 год включительно — графам Чарторыйским. В это время здесь были построены церковь, здание ратуши, речная пристань с 16 складами, школа.
Во время русско-польской войны 1654—1667 годов местечко сильно пострадало, около половины его жителей погибло, а само оно было сожжено. Чтобы возродить этот населённый пункт, в 1669 году Столбцам был дарован привилей на проведение торгов и ярмарок.
В 1706 году, во время Северной войны, Столбцы были разрушены вновь. Для возрождения местечка были дарованы королевские привилеи. В 1729 году Столбцам было даровано Магдебургское право, упразднённое после включения их в состав Российской империи в 1793 году. Тогда же Столбцы стали волостным центром в Минском уезде.
В очередной раз наднеманское местечко подвергли разорению французы в 1812 году. А в 1832 году царское правительство конфисковало Столбцы у Чарторыйских, которые поддержали восстание 1830—1831 годов.
Столбцы являлись небольшим центром торговли. Местечко формировалось как транзитное место для отправки товаров в Пруссию и дальше на запад. О размахе торговли говорит тот факт, что в 1860 году из Столбцов было отправлено за границу около миллиона пудов ржи, пшеницы, овса, ячменя и т. д.
В 1871 году здесь провели железную дорогу и построили станцию Столбцы. Строительство железнодорожной линии Москва — Брест началось 28 августа 1870 года с закладки вокзала в г. Столбцы. Первый мост на новой линии был заложен 13 сентября 1870 года — мост через реку Неман в Столбцах. После открытия железной дороги речная торговля начала приходить в упадок. Экономическая активность в местечке приобрела другие формы. В конце XIX века в Столбцах действовали спичечная фабрика, лесопильный и смолокуренный заводы.
После советско-польской войны, в 1921 году, город вместе со станцией вошёл в состав Польши. Столбцы входили в Новогрудское воеводство, Столбцовского повята, гмина Столбцы.
В 1927 году Владимир Маяковский описывал станцию:

Когда я ехал из Негорелого в Столбцы, я сразу отличил границу и то, что она польская, по многим и солидно закрученным колючим проволокам. Те, которые ещё не успели накрутить, лежали тут же, намотанные на длинные, кажется железные, катушки. Здание станции Столбцы, и чистое видом, и белое цветом, сразу дало и Европу, и Польшу. Вот это забота, вот это стройка! Но сейчас же за Столбцами пошла опять рухлядина — длинные-длинные перегоны без жилья и крестьян и косые хаты… Столбцы. Пограничный пункт. То, что называется «шикарное» здание!
— В. В. Маяковский
В ночь на 4 августа 1924 году партизанский отряд во главе с С. Ваупшасовым напал на полицию в Столбцах и освободил из тюрьмы около 150 заключённых, среди которых были лидеры ЦК КПЗБ И. К. Логинович и И. С. Мертэнс.
В 1939 году Столбцы вошли в состав БССР, где 15 января 1940 года стали центром района. В Великую Отечественную войну с 28 июня 1941 года до 2 июля 1944 года город находился под немецкой оккупацией. Евреев города нацисты согнали в гетто и почти всех убили.
20 октября 1995 года административные единицы Столбцовский район и город Столбцы, имеющие общий административный центр, объединены в одну административную единицу — Столбцовский район.

## Население
Численность населения — 17 701 человек (на 1 января 2025 года).
| Численность населения:                                                                          |
| Графики недоступны из-за технических проблем. См. информацию на Фабрикаторе и на mediawiki.org. |

| 1897 | 1931   | 1939   | 1959   | 1970   | 1979   | 1989     | 2006     | 2018     | 2023     | 2024     | 2025    |
| ---- | ------ | ------ | ------ | ------ | ------ | -------- | -------- | -------- | -------- | -------- | ------- |
| 3400 | ▲ 6557 | ▲ 7500 | ▼ 5700 | ▲ 7347 | ▲ 9832 | ▲ 13 608 | ▲ 14 879 | ▲ 16 946 | ▲ 17 640 | ▲ 17 737 | ▼17 701 |

| Национальный состав по переписи 2009 года | Национальный состав по переписи 2009 года | Национальный состав по переписи 2009 года | Национальный состав по переписи 2009 года | Национальный состав по переписи 2009 года | Национальный состав по переписи 2009 года | Национальный состав по переписи 2009 года | Национальный состав по переписи 2009 года | Национальный состав по переписи 2009 года | Национальный состав по переписи 2009 года | Национальный состав по переписи 2009 года |
| Всего (2009)                              | белорусы                                  | белорусы                                  | поляки                                    | поляки                                    | русские                                   | русские                                   | украинцы                                  | украинцы                                  | армяне                                    | армяне                                    |
| ----------------------------------------- | ----------------------------------------- | ----------------------------------------- | ----------------------------------------- | ----------------------------------------- | ----------------------------------------- | ----------------------------------------- | ----------------------------------------- | ----------------------------------------- | ----------------------------------------- | ----------------------------------------- |
| 15 367                                    | 12 795                                    | 83,26 %                                   | 1334                                      | 8,68 %                                    | 948                                       | 6,17 %                                    | 176                                       | 1,15 %                                    | 29                                        | 0,19 %                                    |
| 15 367                                    | литовцы                                   | литовцы                                   | молдаване                                 | молдаване                                 | татары                                    | татары                                    | немцы                                     | немцы                                     | азербайджанцы                             | азербайджанцы                             |
| 15 367                                    | 12                                        | 0,08 %                                    | 9                                         | 0,06 %                                    | 7                                         | 0,05 %                                    | 7                                         | 0,05 %                                    | 5                                         | 0,03 %                                    |

## Транспорт
Столбцы имеют хорошее транспортное сообщение с другими городами страны. В 4 км от города проходит автомагистраль М1E 30, через город — автодороги Р2E 85 (Столбцы — Ивацевичи — Кобрин), Р54 (Першаи — Несвиж), Р64 (Столбцы — Мир).
С автовокзала выполняются регулярные рейсы на Минск, Барановичи, Новогрудок, Клецк, Несвиж, Кореличи. Общественный городской транспорт представлен автобусами и маршрутными такси. В городе расположена железнодорожная станция Столбцы на линии Минск — Брест.

## Экономика
Промышленный комплекс города формируют:
- Филиал ПРУП «Минский моторный завод» в г. Столбцы.
- ОАО «Столбцовский мясоконсервный комбинат».
- ОАО «БелНатурПродукт».
- РУП «Новосверженский лесозавод».

## Образование
В городе функционирует 3 общеобразовательные школы и одна гимназия. Также работает одно учреждение специального образования (центр коррекционно-развивающего обучения и реабилитации). Для получения дополнительного образования в Столбцах находится центр творчества детей и молодёжи.

## События и мероприятия

Дом культуры

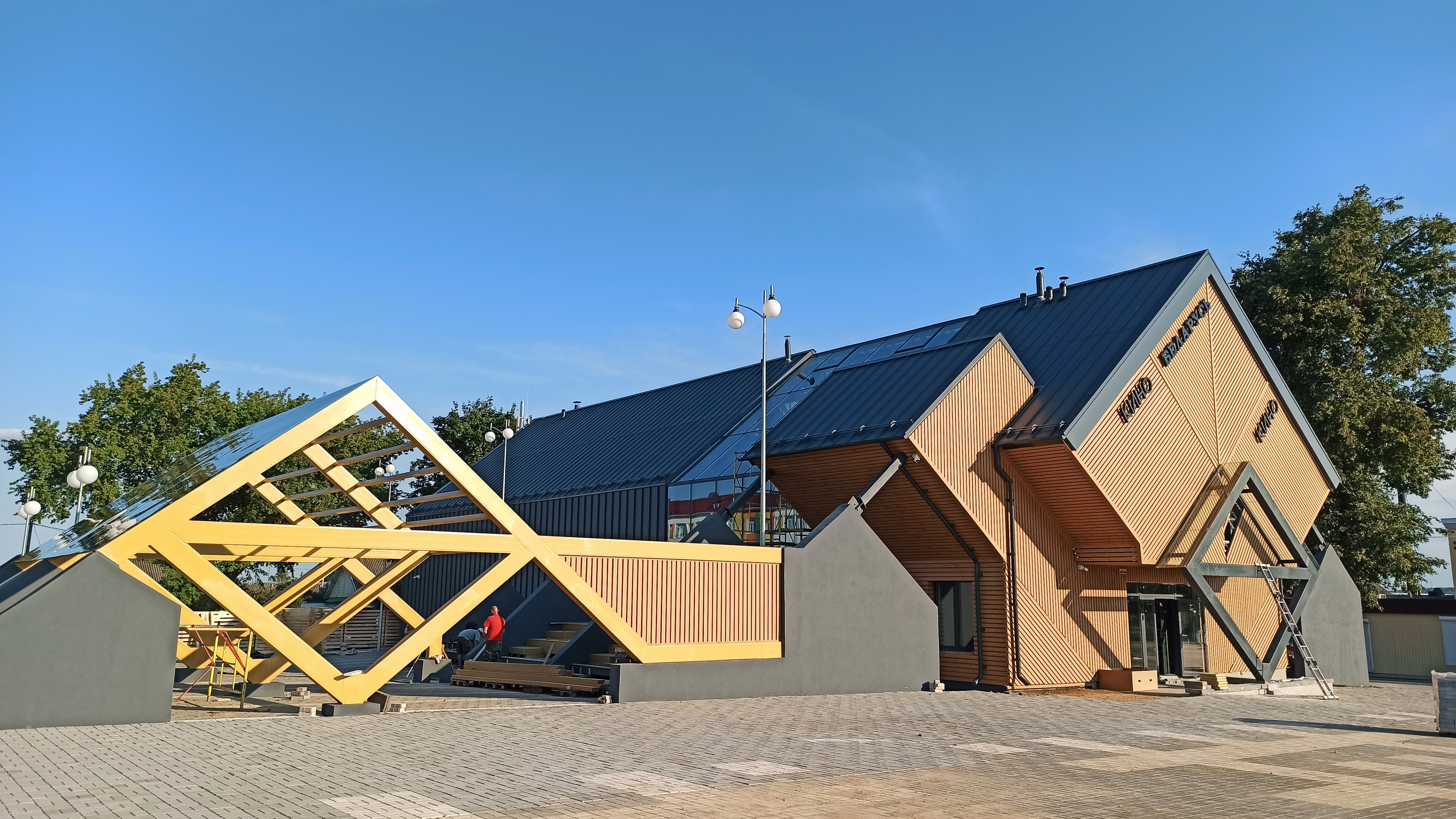
Кинотеатр «Беларусь»

- В 2022 году прошёл областной фестиваль «Дажынкi»

## Культура
- Дом культуры
- Центр культуры
- Районная филармония
- Художественная галерея

- Кинотеатр «Беларусь» — единственный деревянный в стране. Построен он был еще в 1960-х годах, но несмотря на свою уникальность как формы, так и строения, охранного статуса не имел. В 2021 году была начата перестройка кинотеатра. Главной задачей было сохранить концепцию и форму строения. В сентябре 2022 года обновленный кинотеатр на 47 мест вновь был открыт для зрителей[24].

- Мемориальная усадьба Я. Коласа «Акинчицы»[25] (филиал Государственного литературно-мемориального музея Якуба Коласа).

Столбцы со своими околицами имеют замечательную литературную историю. Здесь в деревне Акинчицы (в 1977 году деревня была присоединена к городу Столбцы) родился народный поэт Белорусской ССР Якуб Колас. В Столбцовском районе жили и творили польский поэт Владислав Сырокомля, Винцесь Каратынский, Адам Плуг, писатель Карусь Каганец, белорусский общественно-политический деятель, редактор и публицист Фабиан Акинчиц, деятель национального возрождения Юрий Соболевский.

## Достопримечательности
- Кафедральный собор Святой Анны (1825)
- Костёл Святого Казимира и часовня
- Железнодорожный вокзал (1-я пол. XX в.)
- Музей-усадьба Я. Коласа «Акинчицы» (1982)
- Синагога (до 1886 года)
- Кладбище еврейское (с 1795 года)
- Кладбище католическое, в том числе памятник польским солдатам (1920—1930-е гг.) и часовня-надмогилье (XIX в.)
- Братская могила советских воинов и партизан (1966) —  Историко-культурная ценность Республики Беларусь, шифр 613Д000605
- Костёл Святого Казимира и часовня

### Памятник, скульптура
- Памятник В. И. Ленину
- Памятник Якубу Коласу
- Мемориал в сквере
- Мемориальный камень ко Дню основания Столбцовского района
- Памятник Ф. Э. Дзержинскому

## Галерея

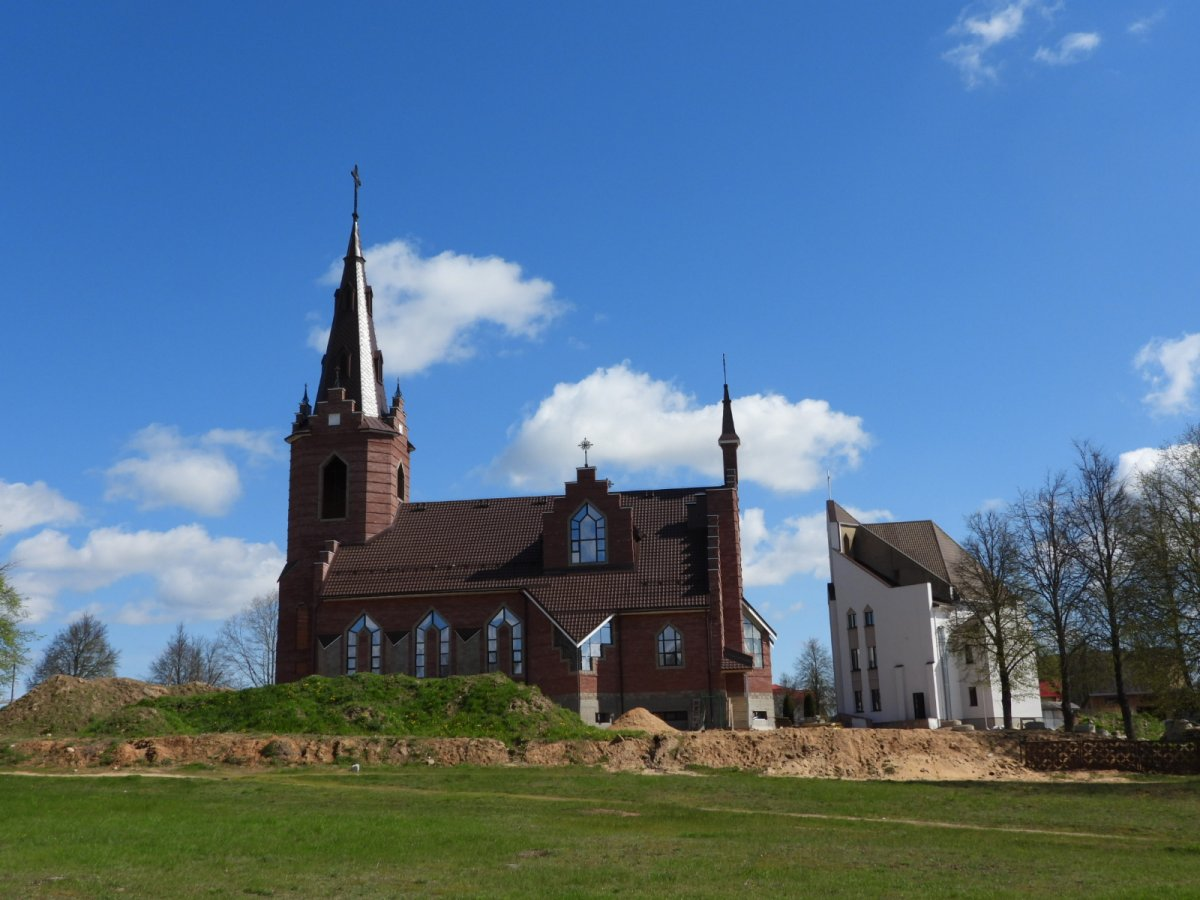
Костёл Св. Казимира и часовня
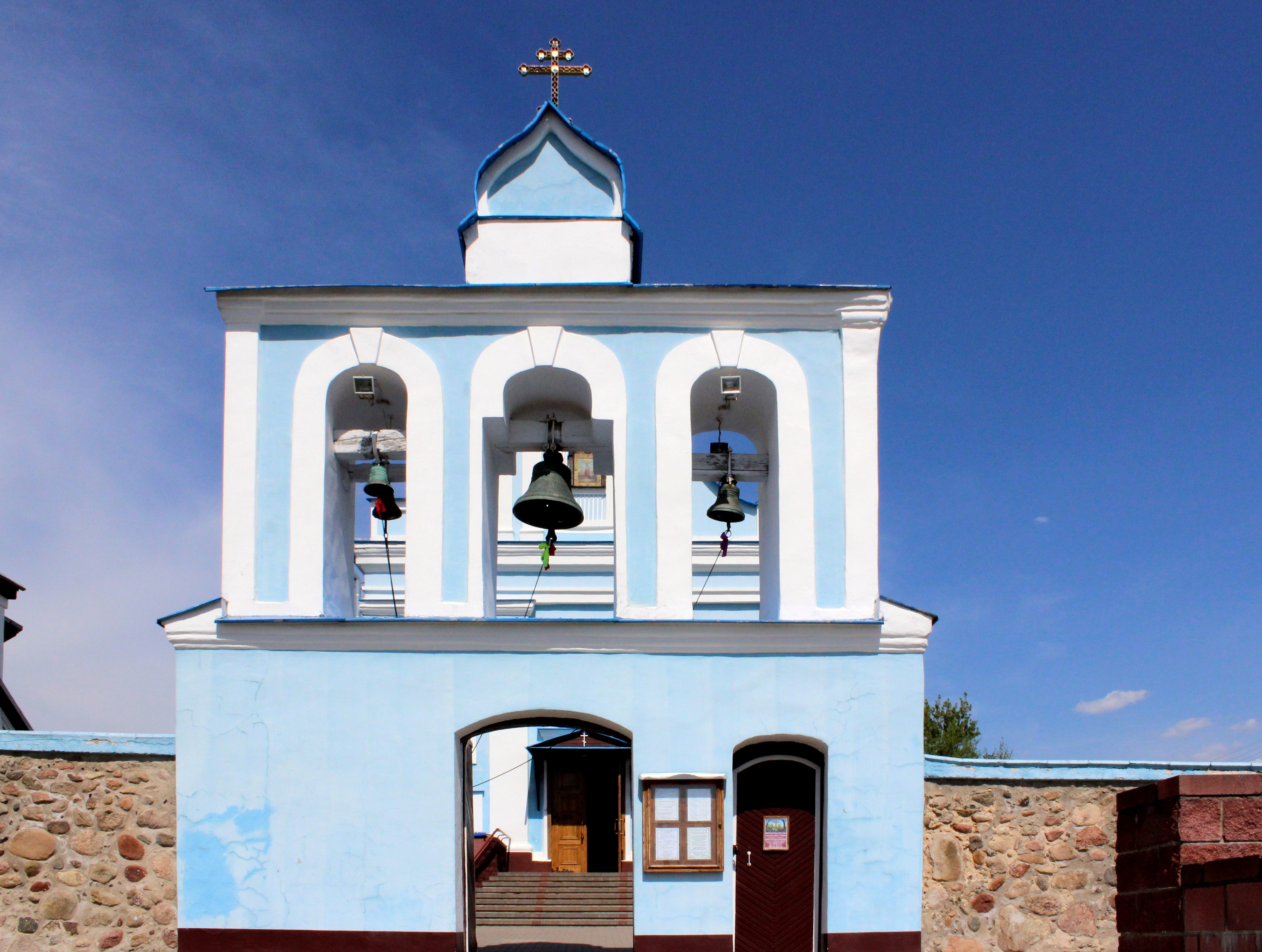
Церковь Св. Анны
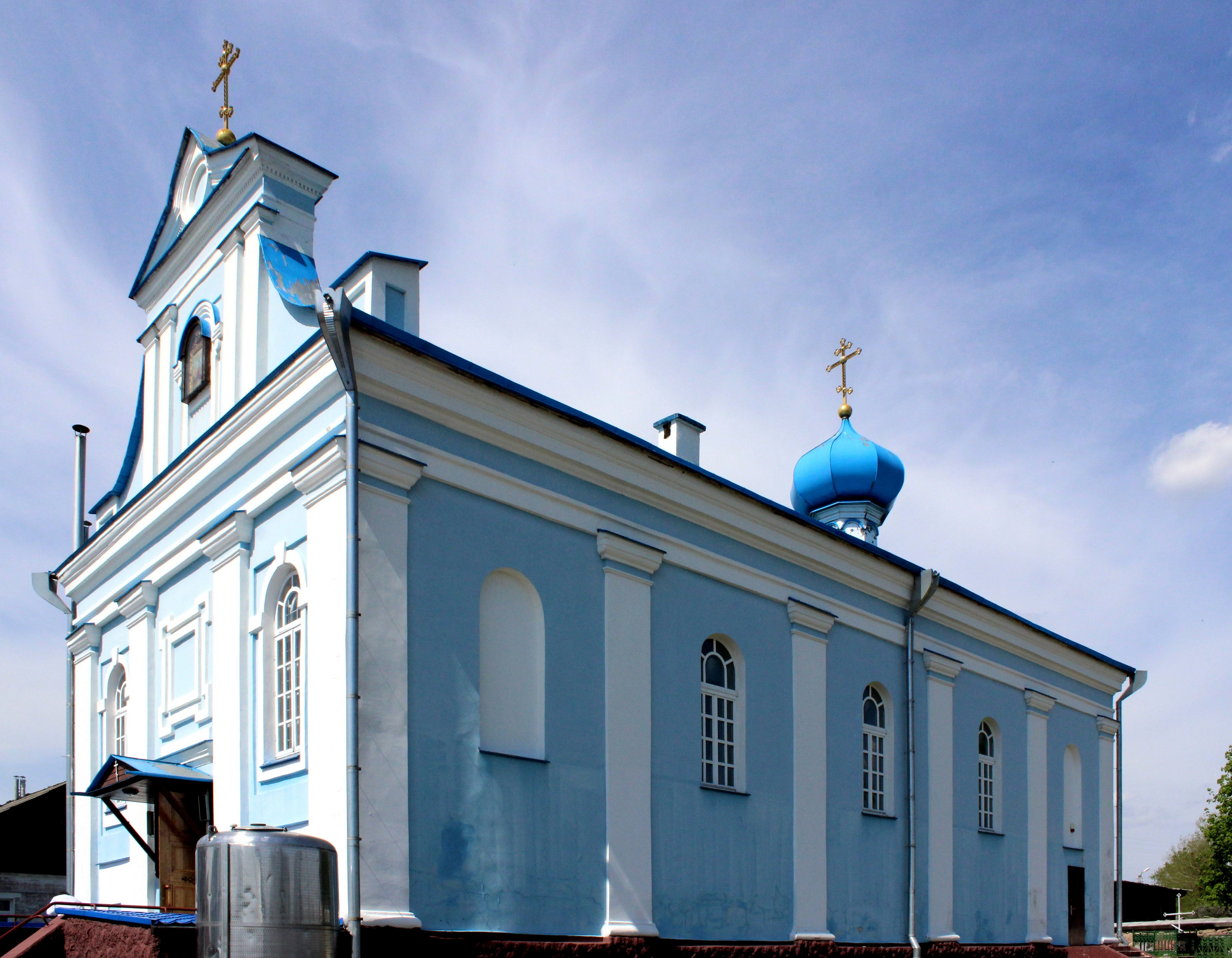
Церковь Св. Анны
Церковь Св. Анны
Церковь Св. Анны
Братская могила советских воинов и партизан
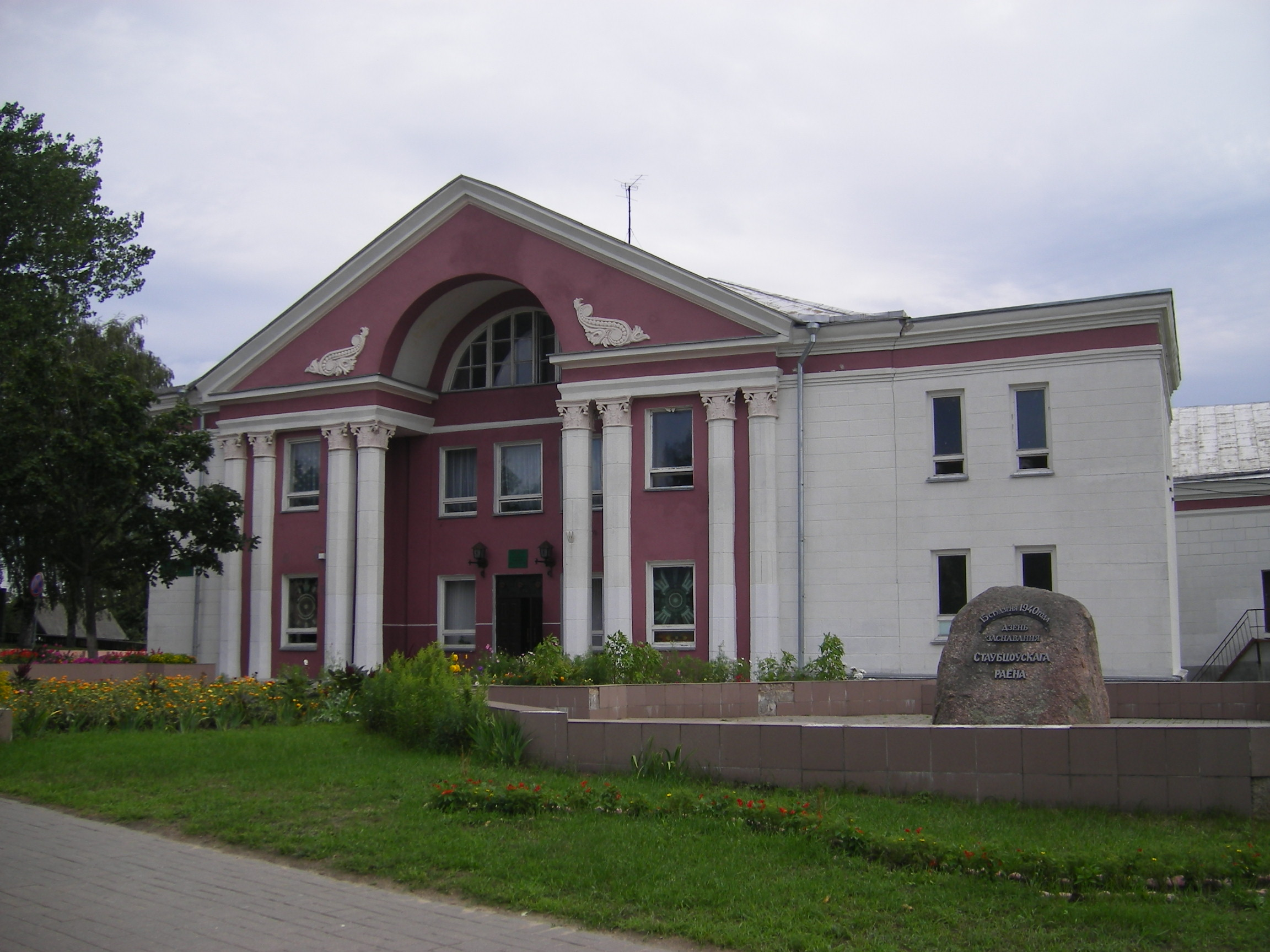
Дом культуры
Дом культуры
Дом культуры
Мемориальный камень ко Дню основания района
Здание
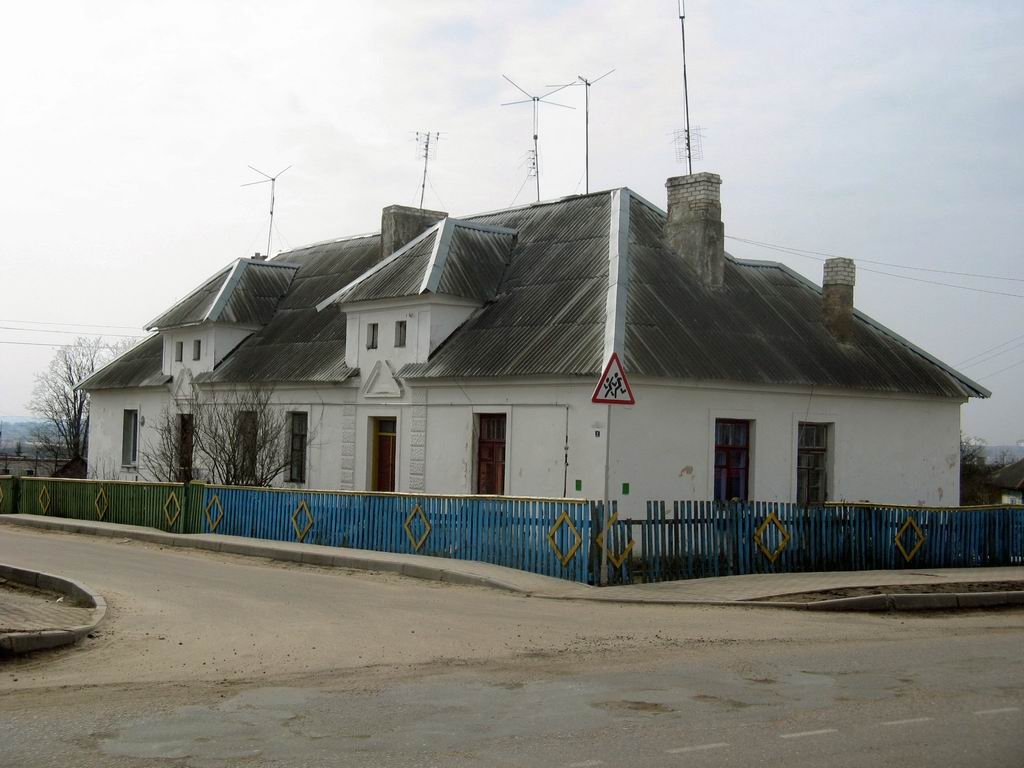
Здание
Улица
Улица
Мемориал в сквере
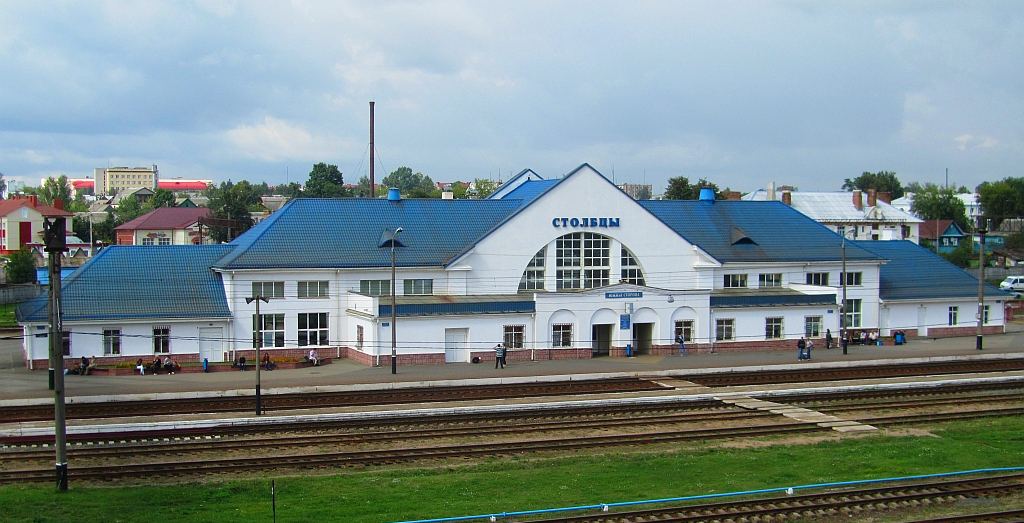
Железнодорожный вокзал

## СМИ
Издаётся районная газета «Прамень».

## Центральная улица города

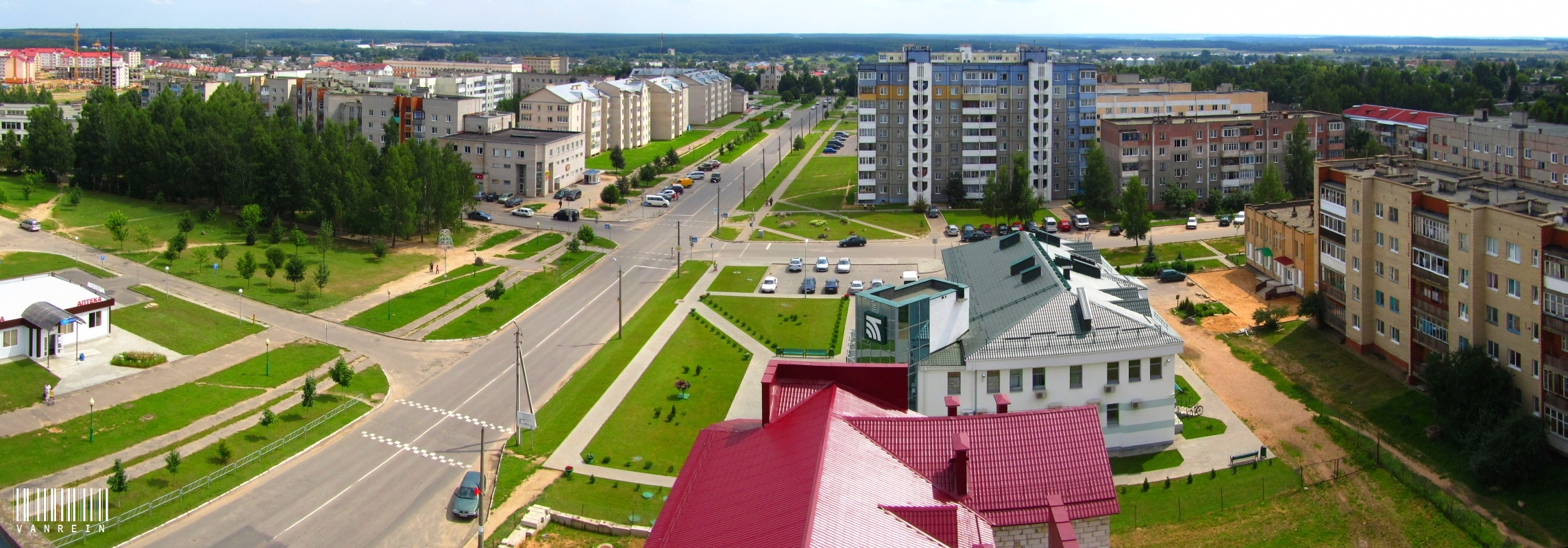
Панорама центральной улицы города

Одна из основных улиц города. Застройка представляет собой многоэтажные дома панельного или кирпичного типа.